# Haight-Ashbury
Haight-Ashbury est un quartier de la ville de San Francisco en Californie. Il tient son nom de l'intersection de Haight Street et Ashbury Street, mais il est souvent désigné plus simplement The Haight, ou, depuis plus récemment, The Upper Haight. Les rues en question ont été nommées d'après Henry Huntly Haight, gouverneur de Californie dans les années 1870, et l'un des conseillers municipaux de la ville de l'époque, Mr. Ashbury. Les deux personnalités ont joué un rôle important dans le développement du quartier, et, surtout, dans celui du Golden Gate Park à sa création. Sa population de 38 738 habitants est répartie en 72,7 % de Caucasiens, 7,3 % de Latinos, 10,8 % d'Afro-Américains et 8,5 % d'Asiatiques dont le revenu moyen est de 63 983 dollars.

## Identité
Le quartier d'Haight-Ashbury a été le pôle du mouvement hippie des années 1960, qui a succédé à la vague Beatnik qui a fleuri dans le quartier de North Beach deux à huit ans avant le fameux Summer of Love (Été de l'Amour) de 1967.
La contre-culture hippie y est toujours présente par le biais de l'art psychédélique. On y trouve notamment un musée du tatouage, des maisons victoriennes repeintes de couleurs vives et bigarrées, ainsi que de longues fresques murales. On passe devant la maison de Janis Joplin au 635 Ashbury Street. Le groupe Grateful Dead y habitait. 

### Photographies

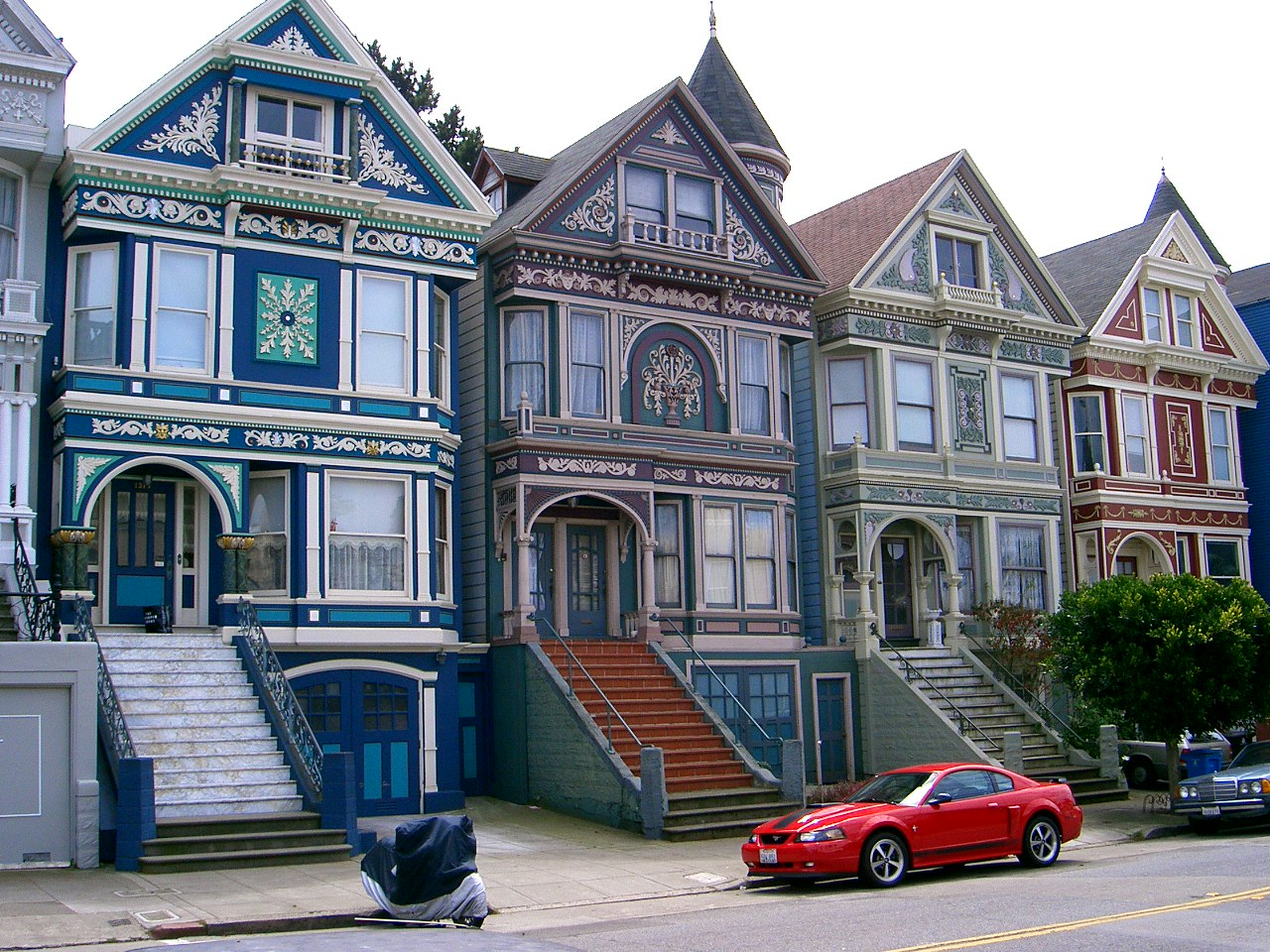
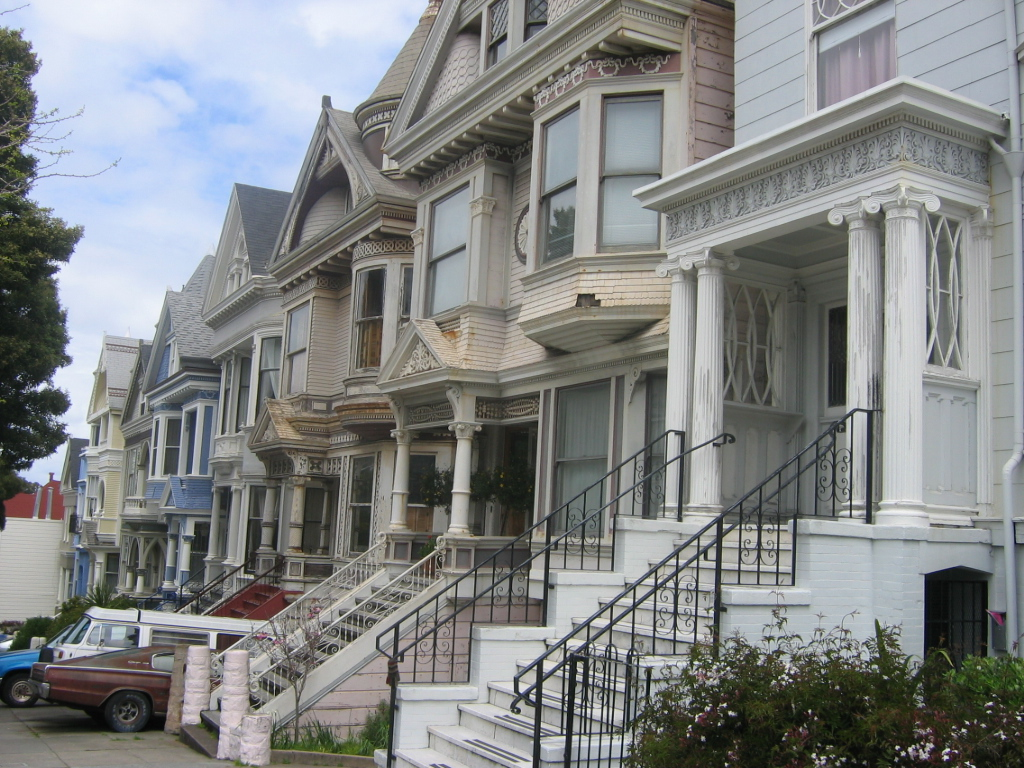
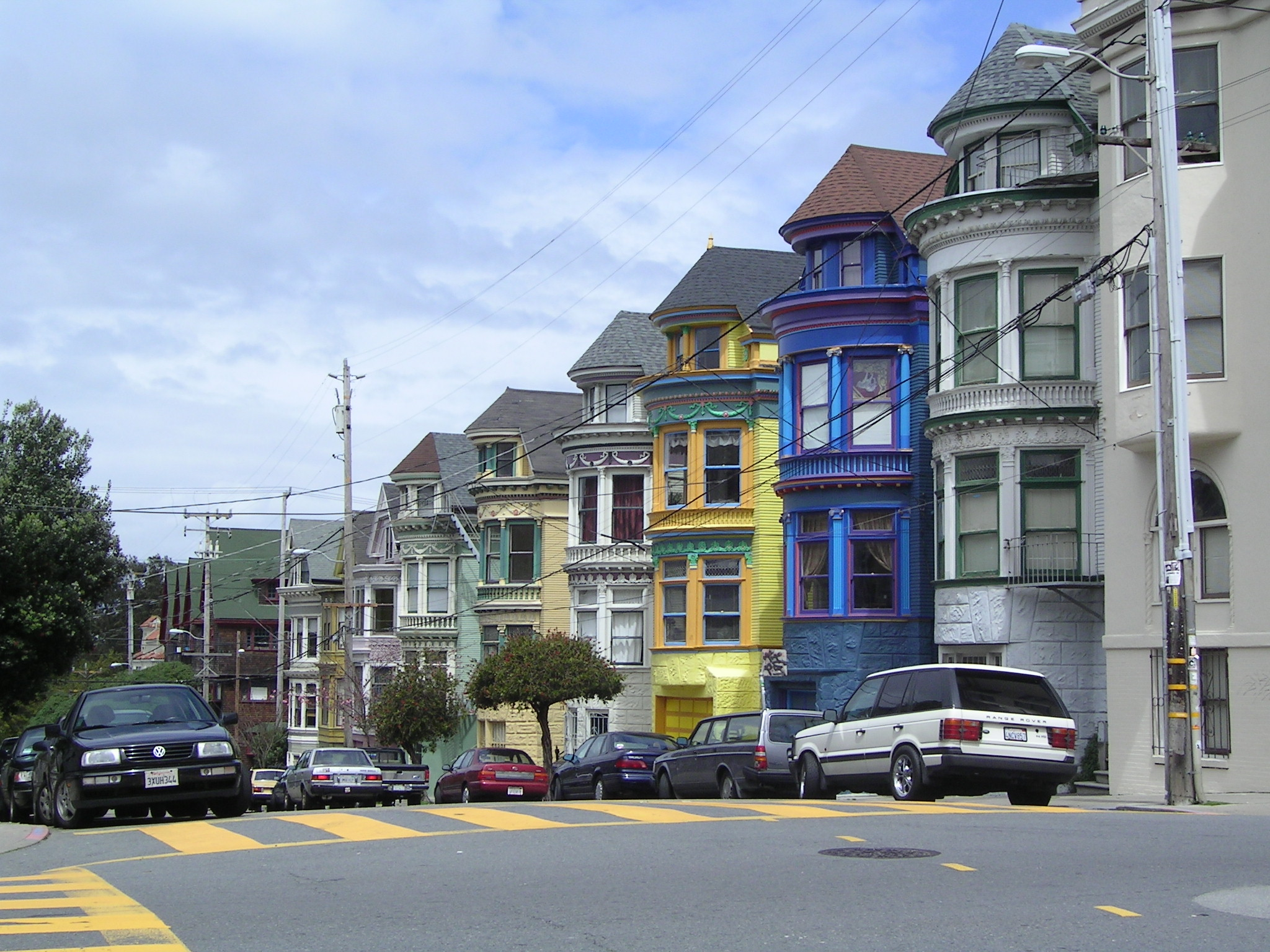
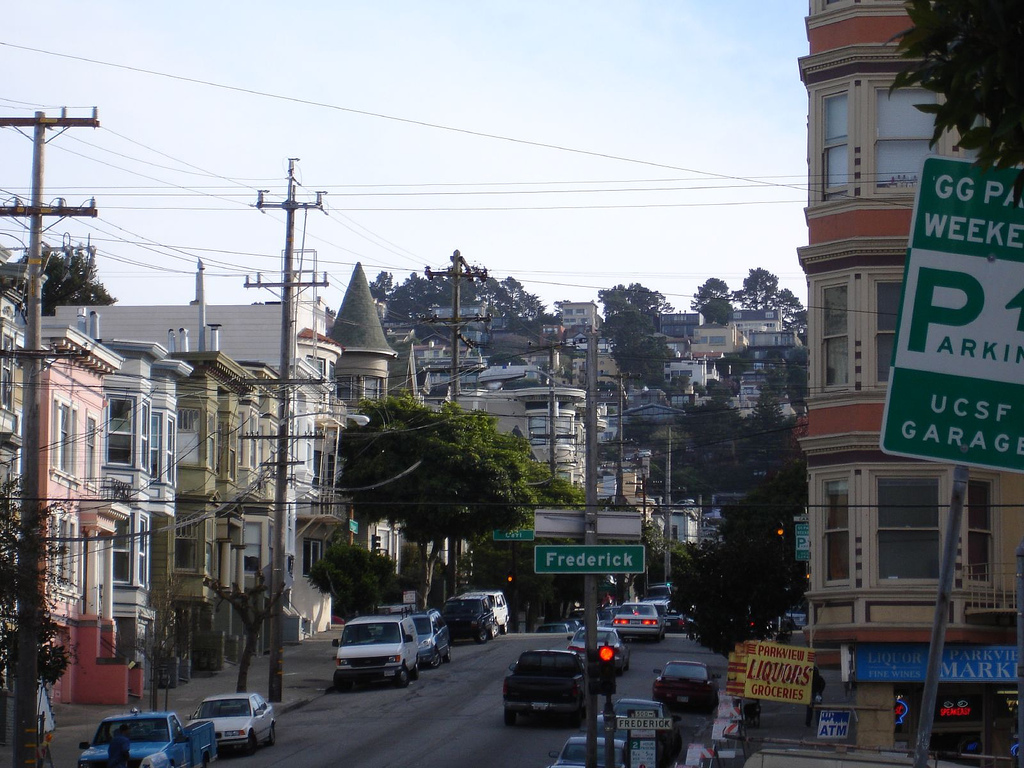
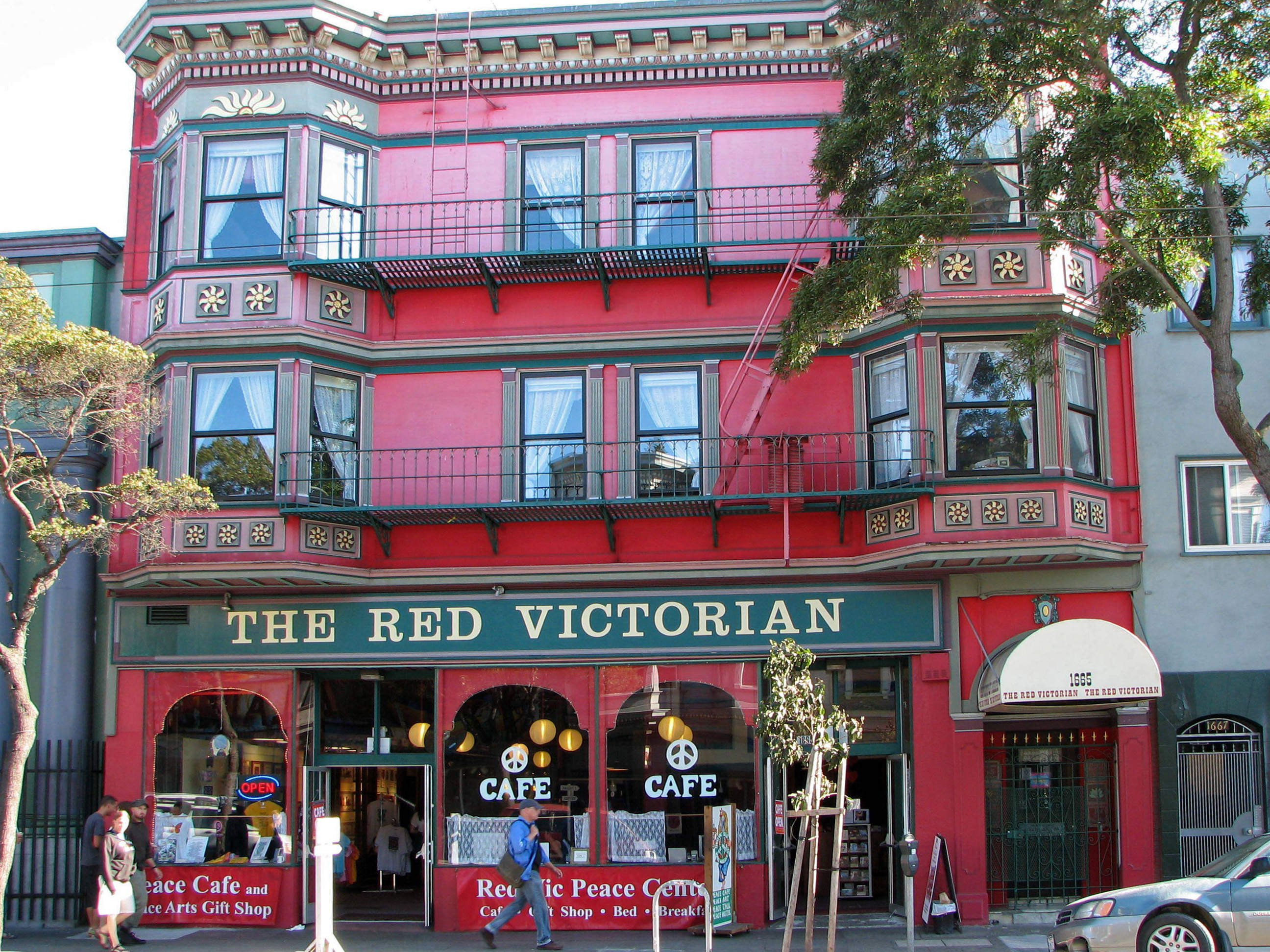
The Red Victorian
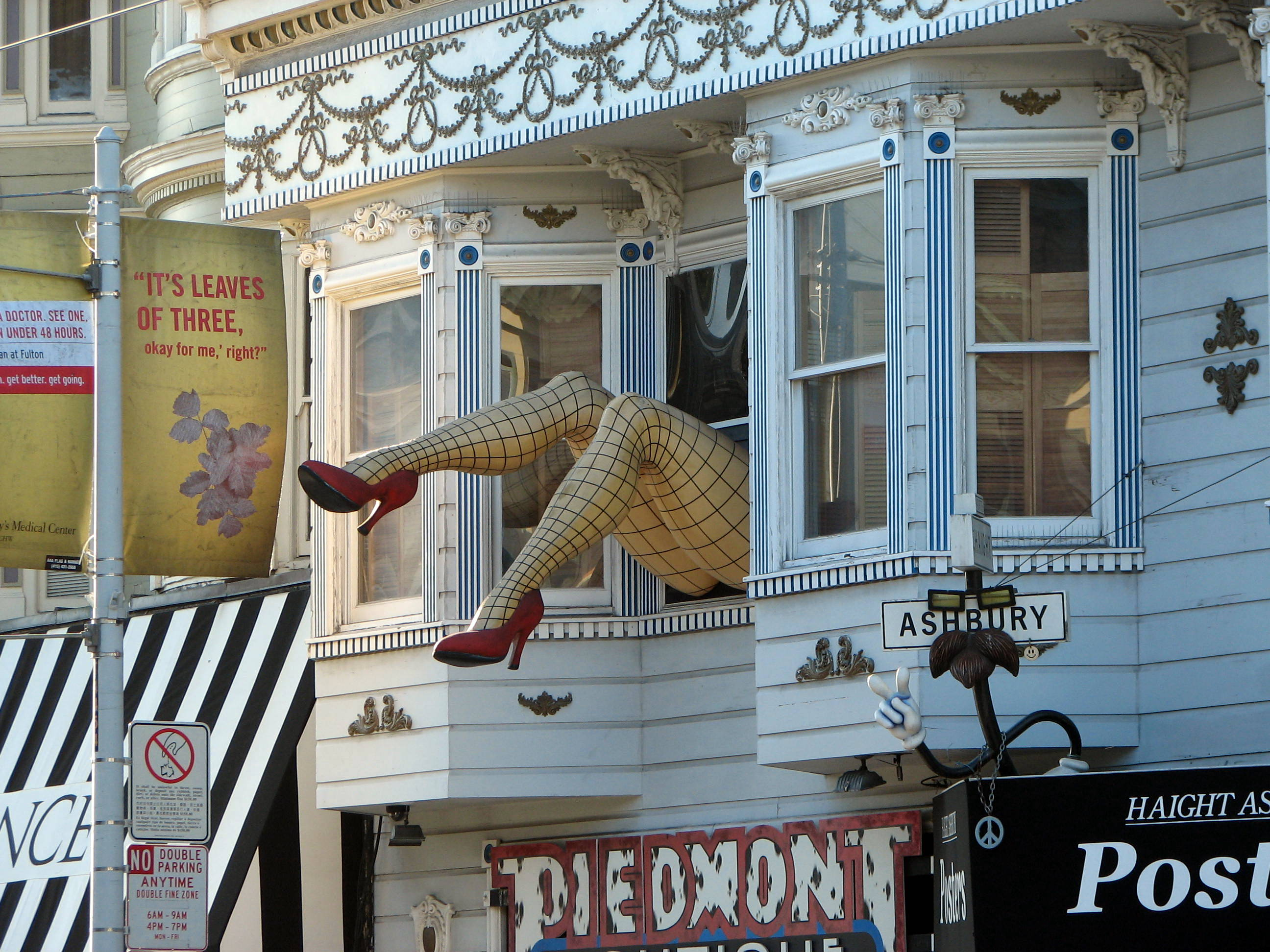
Piedmont Boutique

## Localisation
Le district englobe généralement le quartier entourant Haight Street, délimité par Stanyan Street et Golden Gate Park à l'ouest, Oak Street et Golden Gate Park Panhandle au nord, Baker Street et Buena Vista Park à l'est et Frederick Street et Ashbury Heights et les quartiers de Cole Valley au sud.
Les noms des rues commémorent deux des premiers dirigeants de San Francisco : Henry Haight, pionnier et banquier d'échange, et Munroe Ashbury, membre du Conseil des superviseurs de San Francisco de 1864 à 1870. Haight et son neveu, ainsi qu'Ashbury, ont joué un rôle dans la planification du quartier et, plus important encore, du Golden Gate Park tout proche à sa création. Le nom « Upper Haight », utilisé par la population locale, contraste avec le district de Haight-Fillmore ou Lower Haight ; ce dernier étant plus bas en altitude et faisant partie de ce qui était auparavant les principaux quartiers afro-américains et japonais dans les premières années de San Francisco.
Le district de Haight-Ashbury est réputé pour son rôle de centre du mouvement hippie des années 1960. Les premiers bohémiens du mouvement beat s'étaient rassemblés autour du quartier North Beach de San Francisco à partir de la fin des années 1950. Beaucoup de ceux qui n'y trouvaient pas de logement se sont tournés vers le pittoresque, relativement bon marché et sous-peuplé de Haight-Ashbury. L'été de l'amour (1967), l'ère des années 1960 dans son ensemble et une grande partie de la contre-culture américaine moderne ont été synonymes de San Francisco et du quartier Haight-Ashbury depuis.

## Histoire

### Fermes, divertissements et foyers
Avant l'achèvement du Haight Street Cable Railroad en 1883, ce qui est aujourd'hui le Haight-Ashbury était une collection de fermes isolées et d'acres de dunes de sable. La ligne de téléphérique Haight, achevée en 1883, reliait l'extrémité est du Golden Gate Park à la ligne géographiquement centrale de Market Street et au reste du centre-ville de San Francisco. En tant que porte d'entrée principale du Golden Gate Park, et avec un parc d'attractions connu sous le nom de Chutes sur Haight Street entre les rues Cole et Clayton entre 1895 et 1902 et le stade du California League Baseball Grounds ouvrant en 1887, la région est devenue une destination de divertissement populaire, surtout les fins de semaine. Le téléphérique, les techniques de nivellement et de construction des années 1890 et du début du XXe siècle ont réinventé le Haight-Ashbury en tant que quartier résidentiel de la classe moyenne supérieure. C'était l'un des rares quartiers épargnés par les incendies qui ont suivi le tremblement de terre catastrophique de San Francisco en 1906.

## Dépression et guerre
La Haight a été durement touchée par la dépression, tout comme une grande partie de la ville. Les résidents qui avaient assez d'argent pour s'épargner ont quitté le quartier en déclin et surpeuplé pour des pâturages plus verts dans les limites de la ville en pleine croissance, ou de nouvelles maisons de banlieue plus petites dans la région de la baie. Pendant la pénurie de logements de la Seconde Guerre mondiale, les grands Victoriens unifamiliaux ont été divisés en appartements pour loger les travailleurs. D'autres ont été convertis en pension de famille à but lucratif. Dans les années 1950, le Haight était un quartier en déclin. De nombreux bâtiments sont restés vacants après la guerre. L'entretien différé a également fait des ravages, et l'exode des résidents de la classe moyenne vers de nouvelles banlieues a continué de laisser de nombreuses unités à louer.  

## Communauté Hippie
La couverture médiatique de la vie hippie dans le Haight-Ashbury a attiré l'attention des jeunes de toute l'Amérique. Hunter S. Thompson avait fait un reportage sur le district « Hashbury » dans le New York Times Magazine juste avant le Summer of Love de 1967, peu flatteur pour les hippies. Le district de Haight-Ashbury était recherché par les hippies pour y installer des communautés basées sur des idéaux de contre-culture, de liberté d'expérimenter des drogues et de créations musicales. Le quartier devint un lieu de rassemblement pour les hippies qui y créèrent une vie sociale particulière qui se répandit bientôt dans tout le pays.
Le tout premier magasin principal, Ron et Jay Thelin's Psychedelic Shop, a ouvert ses portes sur Haight Street le 3 janvier 1966, offrant aux hippies un endroit où acheter de la marijuana et du LSD, ce qui était essentiel à la vie hippie à Haight-Ashbury. Avec des entreprises comme le café The Blue Unicorn, le Psychedelic Shop est rapidement devenu l'un des centres communautaires non officiels pour le nombre croissant de freaks (monstres), de heads (têtes) et de hippies qui ont migré dans le quartier en 1966-67. Toute la communauté hippie y avait un accès facile aux drogues, ce qui était perçu comme unificateur de la communauté.
Une autre présence bien connue dans le quartier était celle des Diggers, un groupe anarchiste local de théâtre de rue, formé entre le milieu et la fin des années 1960. Les Diggers croyaient en une société libre et à la bonté de la nature humaine. Pour exprimer leur conviction, ils ont créé pour la population hippie errante du quartier un magasin gratuit, distribué des repas gratuits tous les jours et construit une clinique médicale gratuite, la première du genre, qui s'appuyait sur des bénévoles et des dons. Les Diggers étaient fortement opposés à la société capitaliste ; ils estimaient qu'en éliminant le besoin d'argent, les gens seraient libres d'examiner leurs propres valeurs personnelles, ce qui les inciterait à changer leur mode de vie pour mieux l'adapter à leur personnalité, et ainsi mener une vie plus heureuse.
Pendant le Summer of Love de 1967, la musique rock psychédélique est entrée dans le courant dominant, devenant l'objet de plus en plus d'émissions de radio commerciale. La chanson de Scott McKenzie San Francisco (Be Sure to Wear Flowers in Your Hair) est devenue un succès cette année-là. Le Monterey International Pop Festival, en juin 1967, a renforcé le statut de la musique psychédélique en tant que partie intégrante de la culture dominante et a élevé les groupes locaux tels que Grateful Dead, Big Brother and the Holding Company, et Jefferson Airplane au rang de vedette nationale. Le 7 juillet 1967, article de couverture du magazine Time titré « Les Hippies : Philosophie d'une sous-culture », un reportage télévisé de CBS News d'août 1967 sur « The Hippie Temptation » et d'autres réalisations médiatiques sur la sous-culture hippie ont exposé le district de Haight-Ashbury à une énorme attention nationale et popularisé le mouvement de sa contre-culture à travers le pays et dans le monde entier.
La renommée du quartier a atteint son apogée en devenant le refuge d'un certain nombre d'artistes et de groupes de rock psychédélique de l'époque. Les membres de Jefferson Airplane, du Grateful Dead et Janis Joplin vivaient tous près de l'intersection. Ils ont immortalisé la scène en chanson[Laquelle ?].
Le Summer of Love de 1967 a attiré un large éventail de personnes d'âges divers : des adolescents et des étudiants attirés par leurs pairs et l'attrait de se joindre à une utopie culturelle ; des vacanciers de classe moyenne ; et même des militaires qui venaient y faire la fête depuis leurs bases situées à quelques distance en voiture. Le Haight-Ashbury n'a pas pu accueillir cet afflux rapide de personnes, et la scène du quartier s'est rapidement détériorée. Le surpeuplement, l'itinérance, la faim, les problèmes de drogue et la criminalité ont affligé le quartier. Beaucoup de gens sont partis à l'automne pour reprendre leurs études universitaires. Le 6 octobre 1967, ceux qui restaient dans le Haight ont organisé des funérailles simulées, la cérémonie de la mort du mouvement hippie. Mary Kasper a expliqué le message de ces funérailles simulées comme signifiant : « Nous voulions signaler que c'était la fin. Ne venez plus de partout. Restez où vous êtes ! Amenez la révolution là où vous vivez. Ne venez pas ici parce qu'ici, c'est fini. »